# Halicephalobus mephisto
Halicephalobus mephisto (лат.) (рус. Дьявольский червь) — вид нематод, открытых Гаэтаном Боргони (Gaetan Borgonie) и Таллисом Онстоттом в 2011 году. Экстремофилы.
Эта нематода была обнаружена в руде, добытой на золотодобывающих шахтах «Беатрикс» и «Дрифонтейн» в ЮАР, на глубинах 0,9 км, 1,3 км и 3,6 км. Черви обитали в небольших скоплениях воды, температура которой была около 48 °C. Онстотт сказал, что он «чуть ли не до смерти перепугался, когда впервые увидел как они движутся», и пояснил, что «они выглядели как что-то чёрное, маленькое и юркое». Эта находка является важной в связи с тем, что до этого времени ни один другой многоклеточный организм не был замечен на глубине более 2 км под поверхностью Земли.
Halicephalobus mephisto устойчива к высоким температурам, размножение — бесполое, питается подземными бактериями. По результатам радиоуглеродного анализа, возраст подземных вод, в которых жили эти черви, составлял от 3 до 12 тысяч лет. Также они были способны выживать в воде с экстремально низким уровнем кислорода — 1 % уровня кислорода в океанах. Вид получил своё название от Мефистофеля, что по одной из интерпретаций означает «тот, кто не любит свет», так как эти круглые черви живут глубоко под землёй.
Длина Halicephalobus mephisto 0,52—0,56 мм. В научном журнале Nature эти черви были названы «самыми глубокоживущими многоклеточными организмами на планете».